# 응급처치

응급처치(應急處治, 영어: first aid)는 전혀 생각지도 못한 장소나 때에 발생한 외상에 대해서 응급적으로 간단하게 치료하는 것을 말한다. 응급처치 후에는 의사의 상의가 필요하다.

## 응급처치의 목표
신체적 이상을 인지한 긴급한 상황에서 환자의 생명을 회복시키는 데 있어 요구되는 치료의 효과를 높이는 데 있다(김만수. 신한대학교)

## 응급처치시 확인 사항
의식유무, 호흡유무, 맥박유무, 상해정도

## 타박상과 염좌의 구급처치
휴식, 얼음찜질, 압박, 거상

## 인공호흡 시간
환자의 호흡이 회복될 때까지, 응급구조요원에게 환자를 인계할 때까지, 구조자가 지쳐서 할 수 없을 때까지 계속한다.

## 출혈과 인체의 반응
출혈이 증가하면 맥박이 빨라지고, 혈압은 낮아지며, 체온이 내려가고 피부색이 창백해진다. 혈액의 절반 정도가 출혈되면 맥박이 희미해지고 의식을 잃게 된다.

## 부상자의 동의
응급처치를 하기 전에 반드시 부상자에게 사전 동의를 얻어야 한다. 동의 없이 신체를 접촉하는 행위는 위법행위에 해당한다. 하지만 의식이 없는 환자 이거나 위급한 상황에서는 동의를 구할 수 없는데 이때는 '선한 사마리아인법'이라 하는 것에 보호를 받는다.

## 같이 보기
- 인명구조
- 구급 상자
- 심폐소생술(CPR)
- 심장충격기(AED)